# Planinski prijevoj
Planinski prijevoj ulegnuti je dio planine ili grebena kroz kojeg obično vodi put ili cesta od jedne strane planine do druge.
Obično je i najviša točka iznad razine mora na putu do druge planine, koje su kroz povijest predstavljale prepreke trgovcima, vojnicima i ostalim putnicima. 
Strateški su važne točke jer se s bočnih uzvisina može nadzirati promet i kretanje vojnih postrojbi.
Neki od prijevoja u Hrvatskoj su: Delnička vrata, Banska vrata, Oštarijska vrata, Vratnik i dr.